# 陈塑寰
陈塑寰（1934年—），男，广东兴宁人，中国计算力学家，曾任吉林工业大学教授、博士生导师。